# بلودر وین

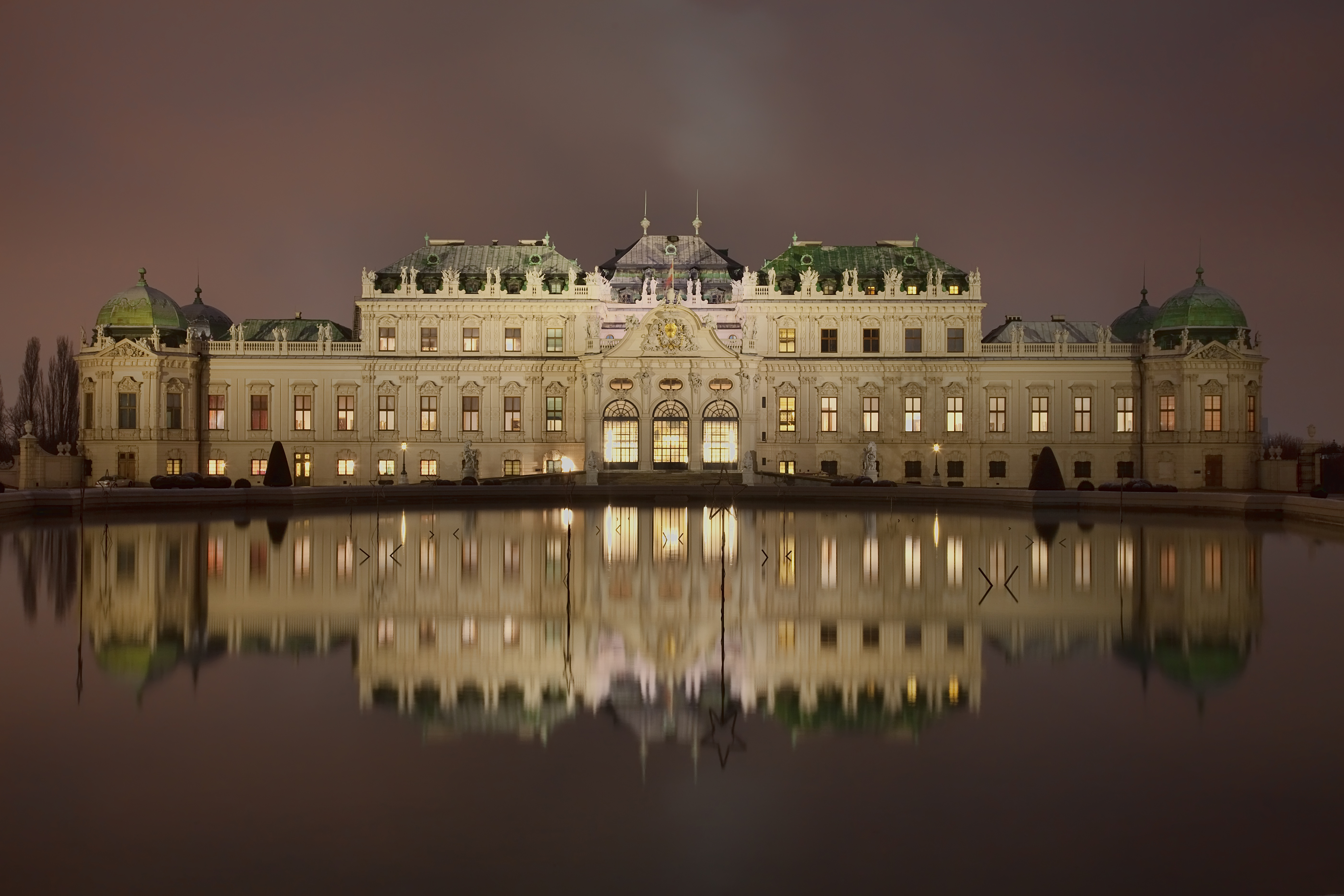
کاخ بلودر بالایی در شب

بِلودِر (آلمانی: Schloss Belvedere) یک کاخ تاریخی در وین، پایتخت اتریش است. مجتمع متشکل از دو کوشک بالا و پائین به سبک دورهٔ باروک و همچنین نارنجستان، اصطبل قصر، بخش فواره‌ها و نگارخانه کاخ بلودر است. این مجموعه در در جنوب شرقی وین، منطقه سوم واقع شده‌است.

## نگارخانه

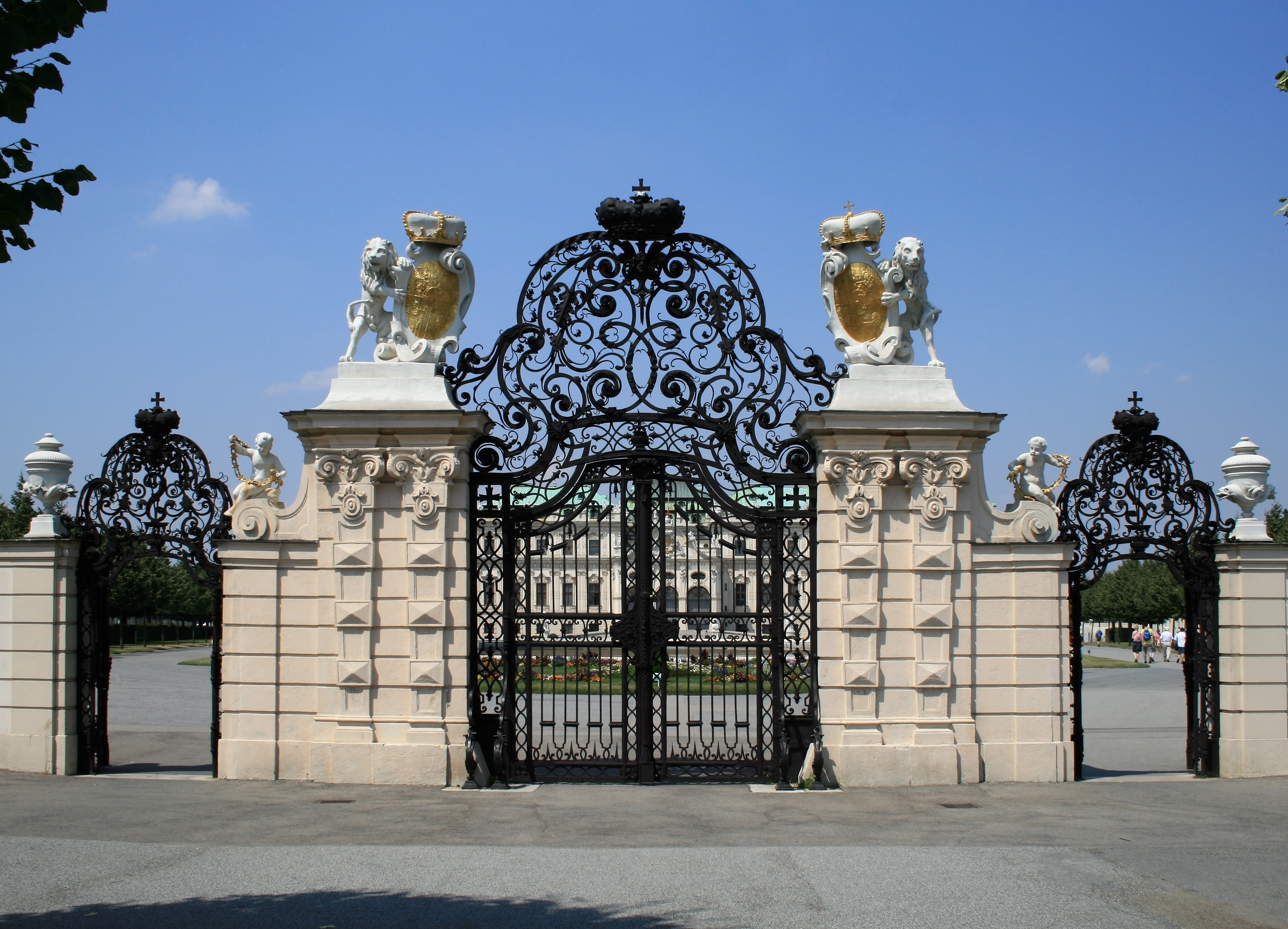
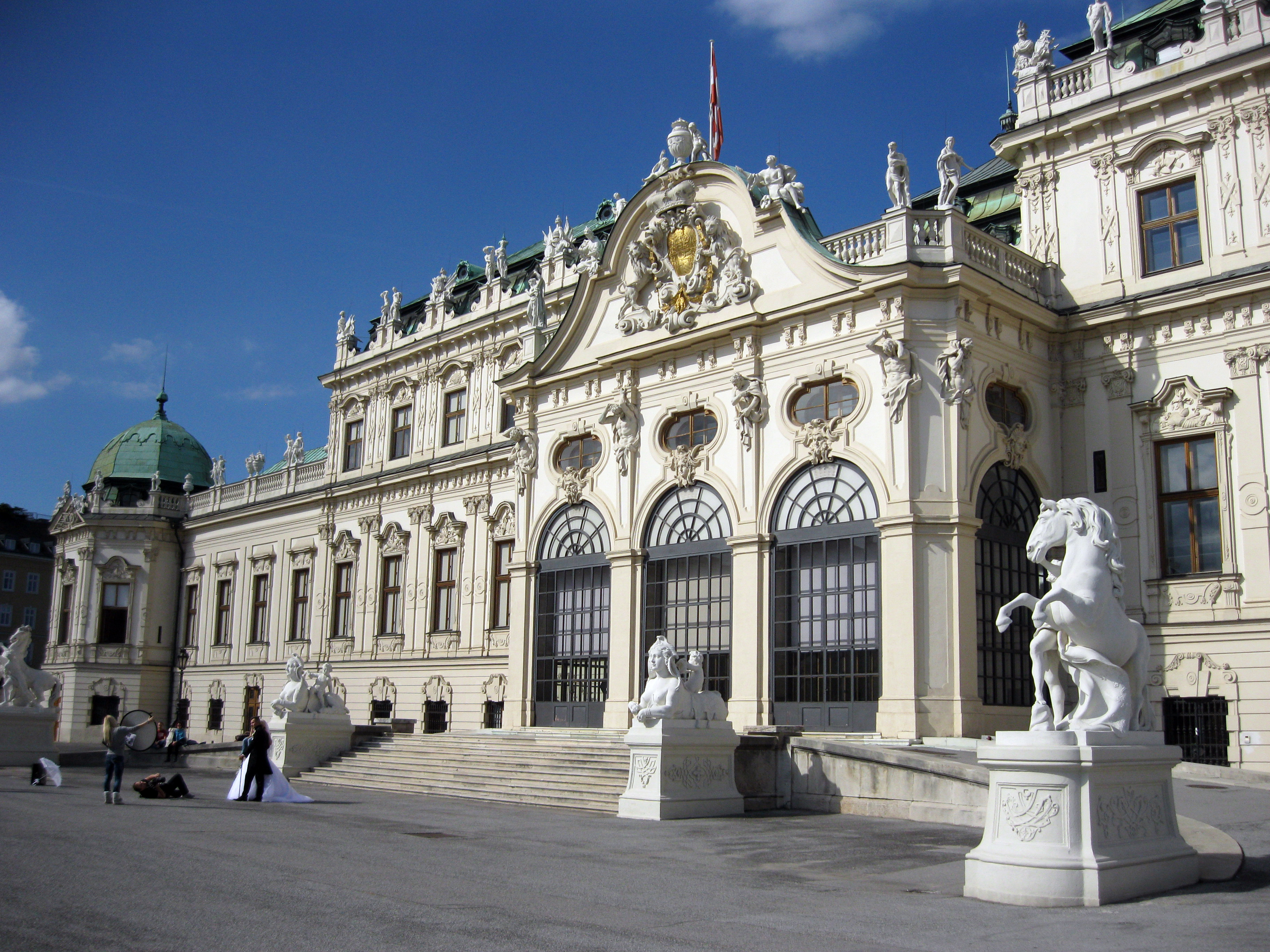
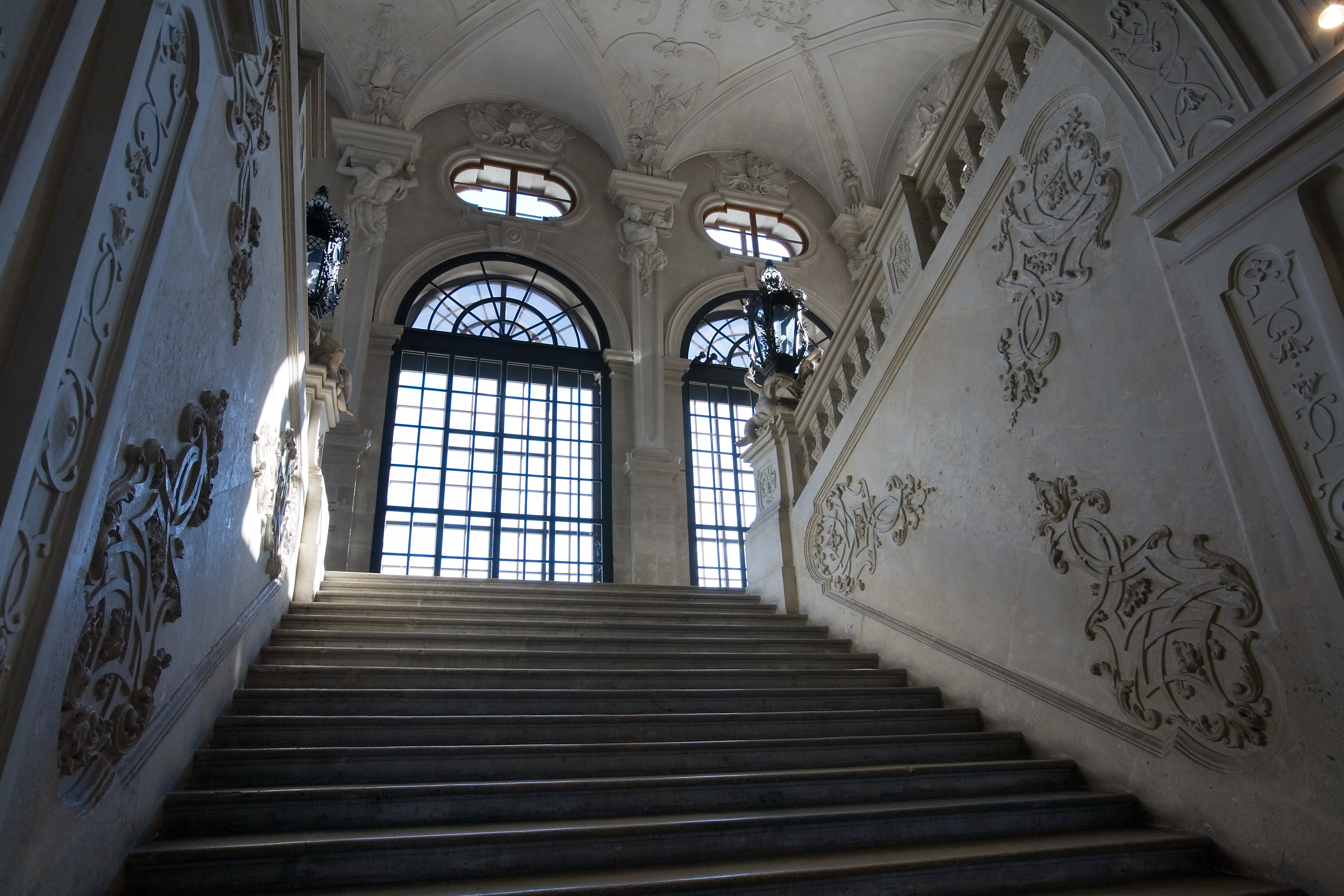
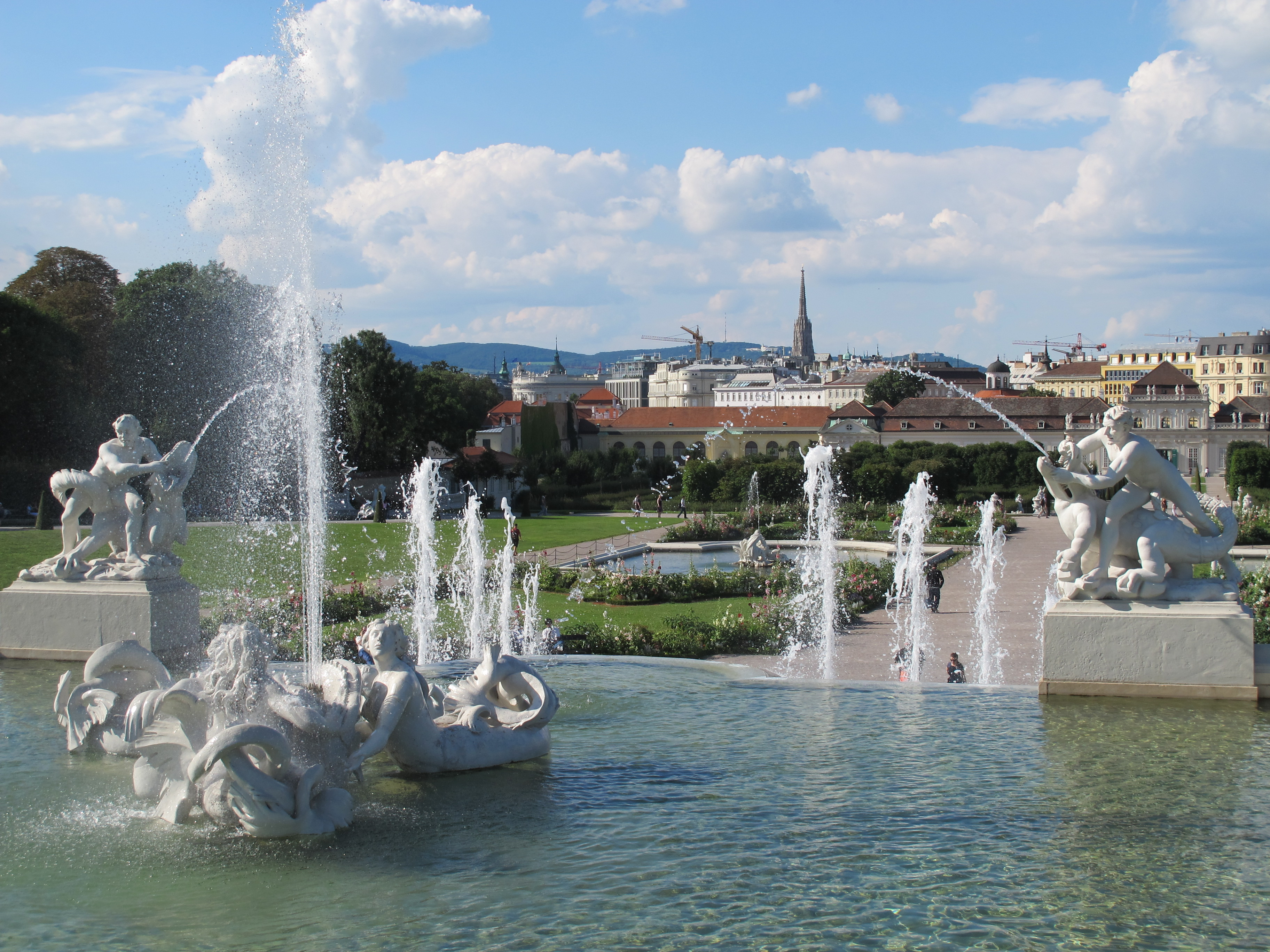
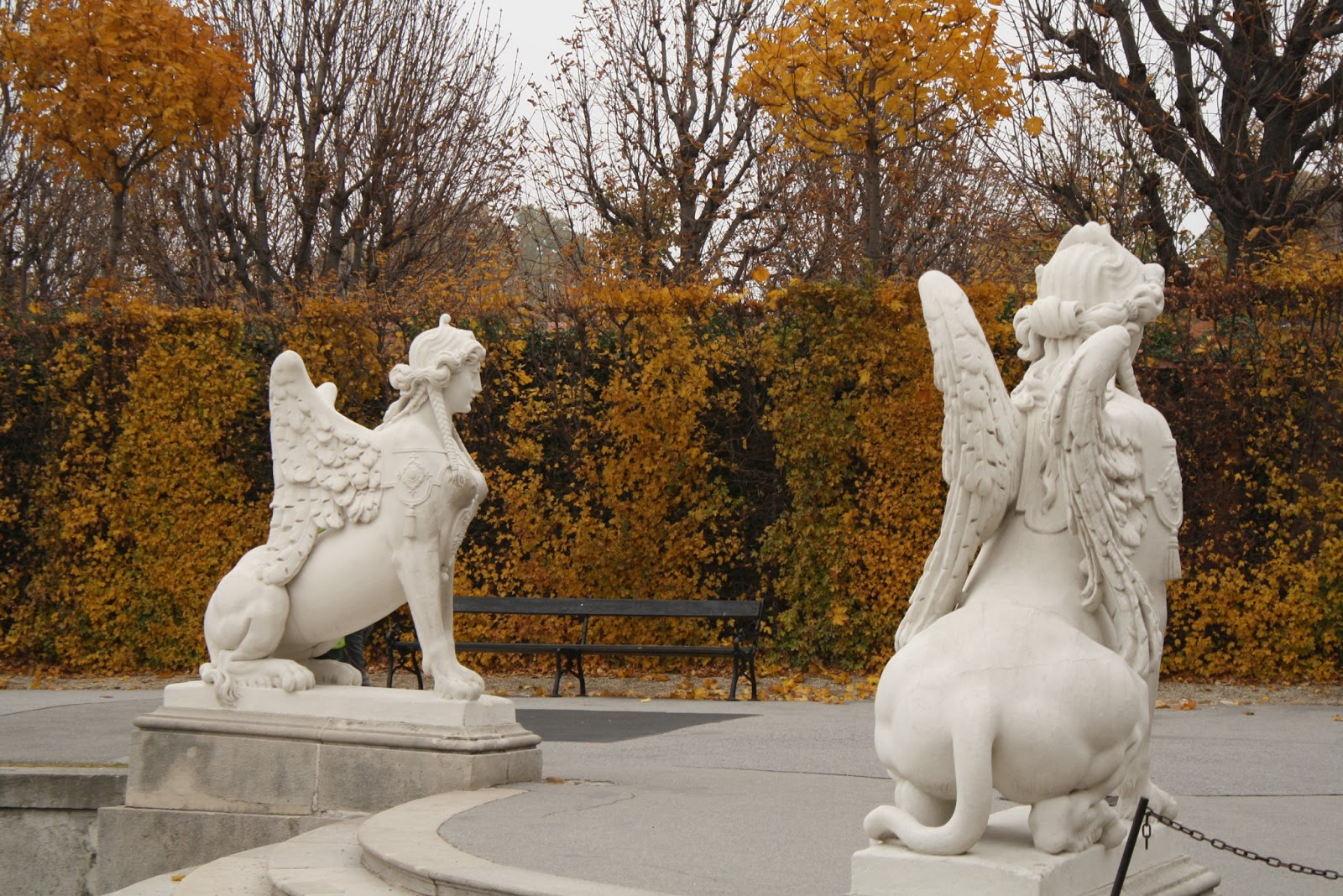
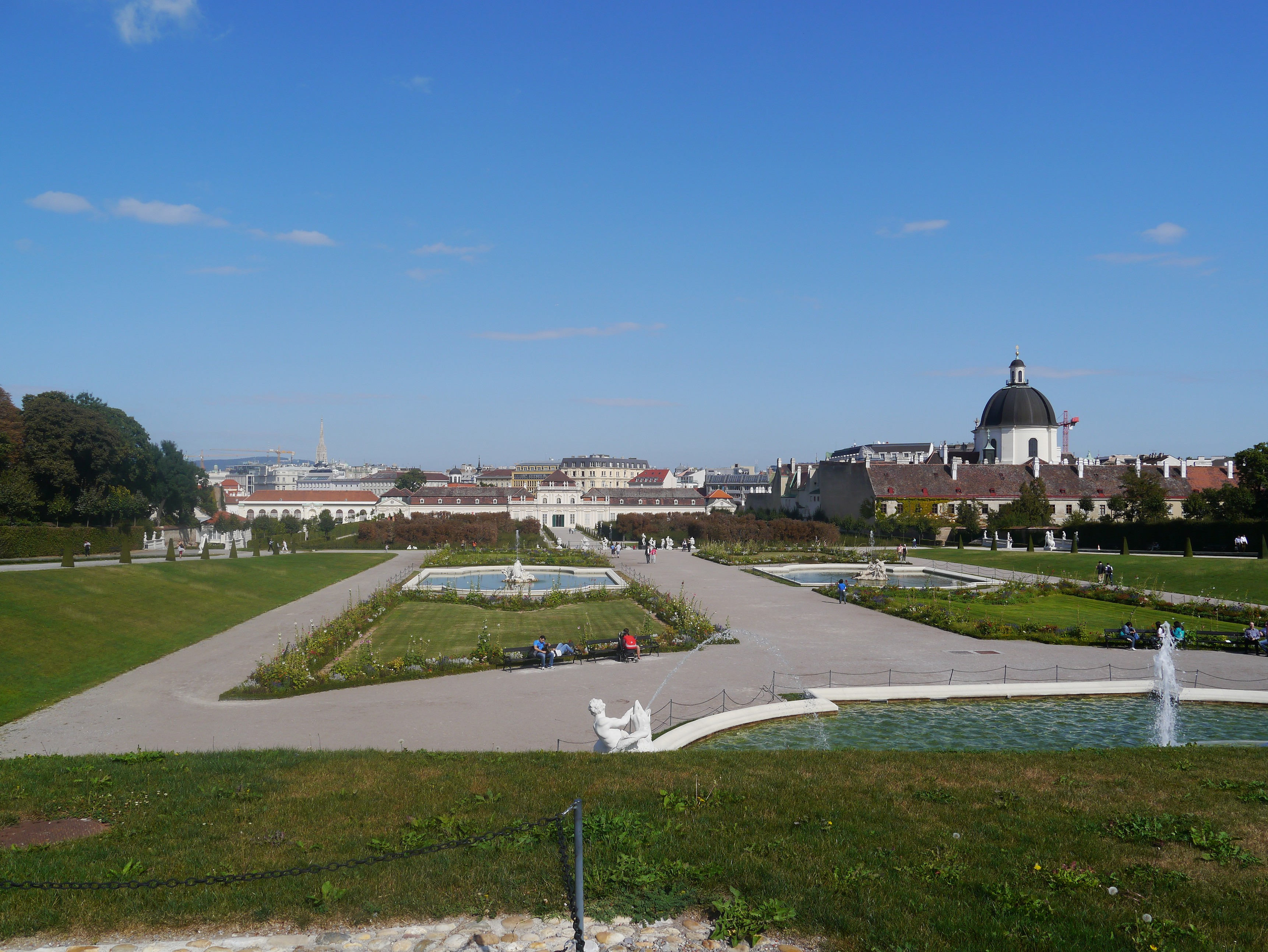
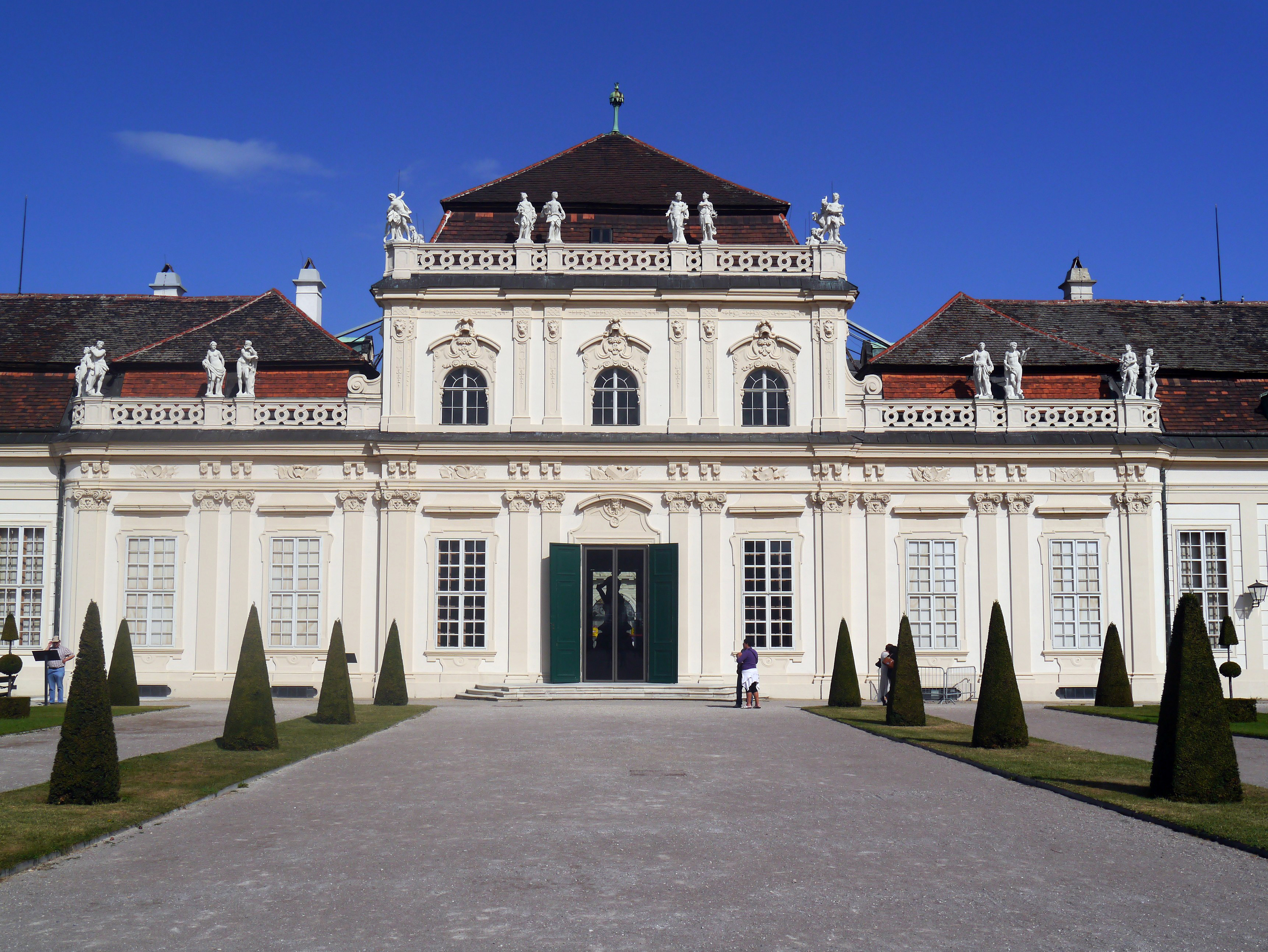
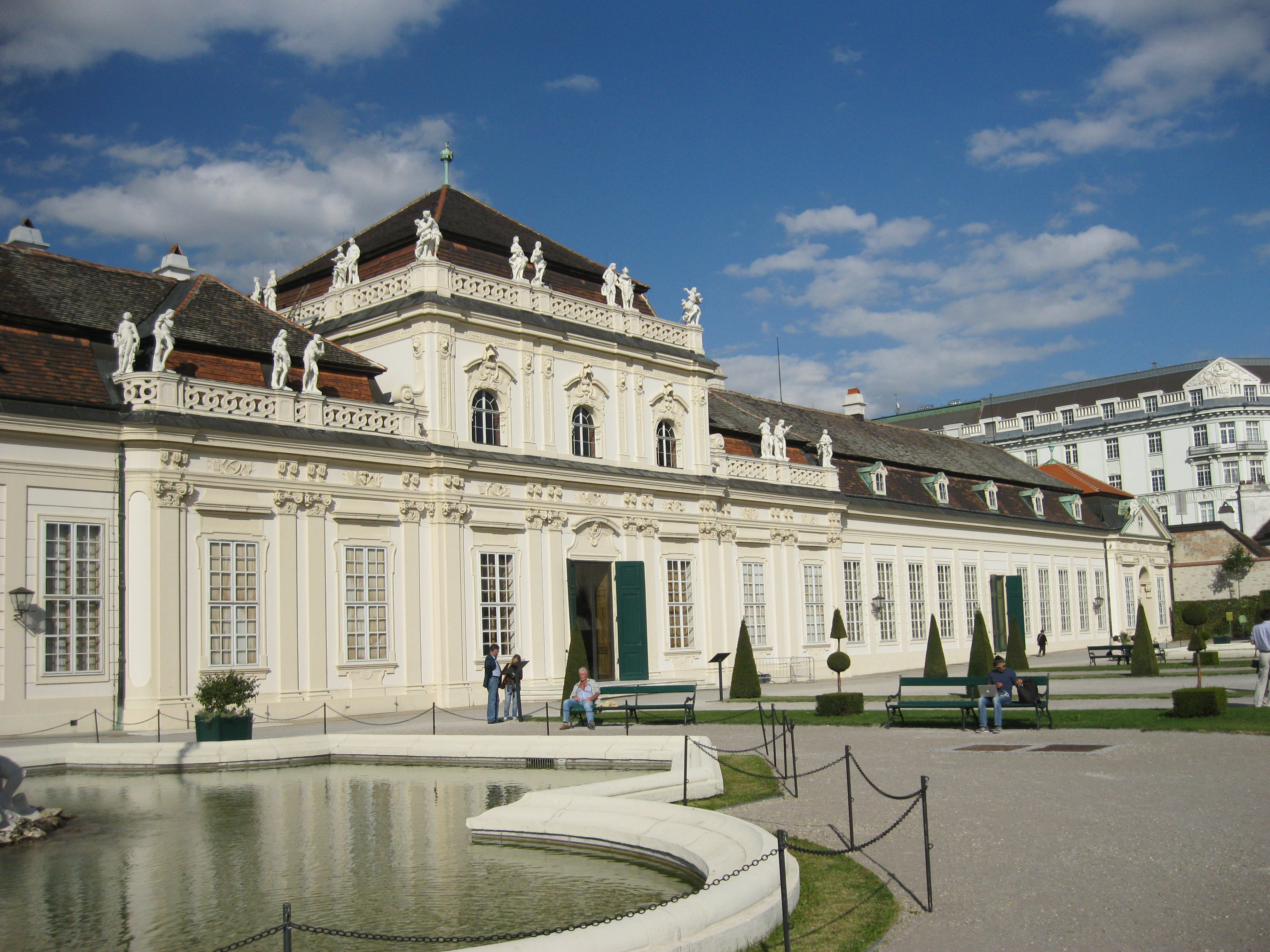
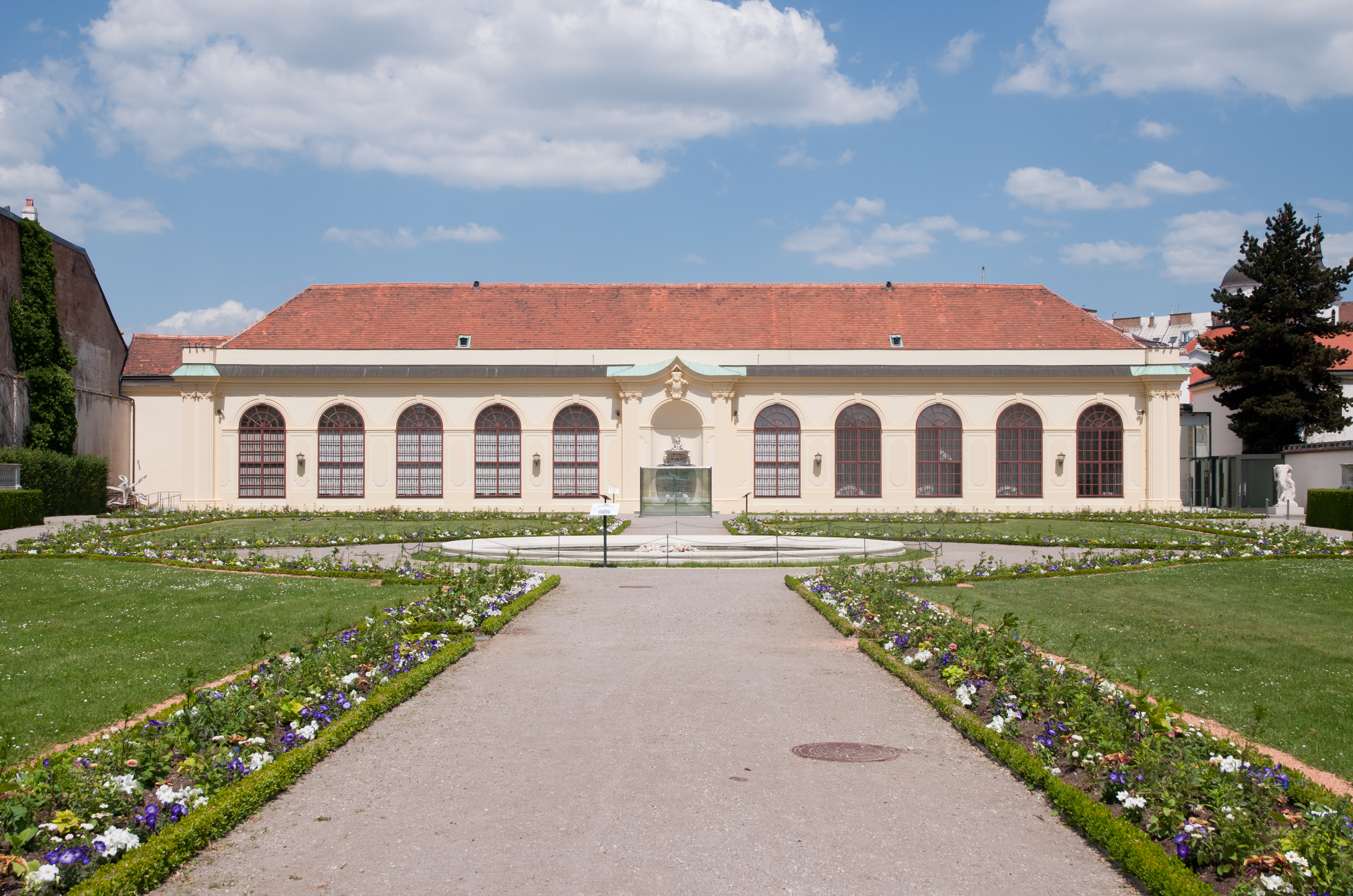